# Пражмовські

Герб Беліна.

Пражмо́вські (пол. Prażmowski, Prażmowscy) — польський шляхетський рід гербу Беліна. Походить із Мазовецького воєводства. Родове «гніздо» — Пражмув.

## Представники
- Миколай Пражмовський (1617–1673) — примас Польщі (1666—1673), великий канцлер коронний (1658—1666).
- Самуель Єжи Пражмовський (1631–1688) — хорунжий надвірний коронний (1661—1669), брат Миколая
- Адам Пражмовський (1821–1885) — математик і астроном